# Чиланзарская линия
Чиланза́рская ли́ния (узб. Chilonzor yoʻli) — первая линия Ташкентского метрополитена.
Введена в эксплуатацию 6 ноября 1977 года.
Режим работы станций линии — с 05:00 до 00:00.

## История
Строительство метро в Ташкенте началось в 1971 году. Первый участок первой — Чиланзарской линии (от ст. «Сабира Рахимова» до ст. «Октябрьской Революции») с 9 станциями, электродепо и Домом связи был введён в эксплуатацию 6 ноября 1977 года. Протяжённость линии составляла 12,2 км.
Второй участок Чиланзарской линии (от ст. «Октябрьской Революции» до ст. «Максима Горького») с 3 станциями вступил в строй 18 августа 1980 года. Протяжённость участка составляет 4,6 км. К августу 1980 года число станций на двух участках Чиланзарской линии метрополитена достигло 12, а протяжённость составила 16,8 км.

### Сергелийский участок
Планирование линии началось в начале XXI века, в 2001 году была озвучена информация о том, что на линии планировалось построить шесть станций, из которых две будут подземными, остальные — наземными. Большая часть линии должна была быть расположена на эстакаде. Длина проектируемой ветки девять километров.
К финансированию строительства линии планировалось привлечь китайскую инвестиционную компанию CITIC. Должны были быть поставлены китайские системы централизованного управления движением поездов, оборудование для энергообеспечения и водоснабжения. Подвижной состав в количестве 40 вагонов метро также должен был быть изготовлен в Китае.
Строительство должно было начаться в 2003 году, а открытие линии метро намечалось на 2010 году.
Планы не были осуществлены; в 2007 году отраслевая газета «Метростроевец», поздравляя ташкентское метро с 30-летием, отметила, что работы на линии не ведутся и планы по строительству не озвучиваются. Более того, это строительство должно было начаться после постройки 2-й очереди Юнусабадской линии метро, строительство которой на тот момент было заморожено.
В августе 2010 года вопрос о продолжении строительства метрополитена был окончательно закрыт, стройплощадки на трассе Юнусабадской линии были расформированы. В связи с этим планы по строительству Сергелийского участка были отложены на неопределённый срок.
28 марта 2016 года глава администрации Ташкента Рахмонбек Усманов заявил, что столичные власти намерены в ближайшие четыре года достроить оставшийся участок линии метрополитена в Юнусабадском районе, а также приступить к строительству новой наземной ветки в Сергелийском районе.
В ноябре 2016 года строительство линии было начато.
25 октября 2019 года стало ясно, что линию планируется сдать в эксплуатацию к празднику Навруз 2020 года, но из-за пандемии COVID-19. 6 июня 2020 года сообщено, уложены первые рельсы линии. 16 октября 2020 года состоялся тестовый запуск поезда. 26 декабря 2020 года состоялось открытие Сергелийский участка Чиланзарской линии метро.

## Хронология пусков
| Участок                                      | Дата пуска           | Длина, км | Кол-во станций |
| -------------------------------------------- | -------------------- | --------- | -------------- |
| «Сабира Рахимова» — «Октябрьской Революции»  | 6 ноября 1977 года   | 12,2      | 9              |
| «Октябрьской Революции» — «Максима Горького» | 18 августа 1980 года | 4,6       | 3              |
| «Алмазар» — «Чинор»                          | 26 декабря 2020 года | 6,9       | 5              |
|                                              | Всего:               | 23,7 км   | 17 станций     |

## Пересадки
| # | Пересадка на линию           | На станцию    |
| - | ---------------------------- | ------------- |
| 2 | Узбекистанская линия         | Алишера Навои |
| 3 | Юнусабадская линия           | Юнуса Раджаби |
| 4 | Линия 30-летия независимости | Кипчак        |

## Подвижной состав
На линии используются составы моделей 81-717/714 и 81-765/766/767 (с 2020 года), в составе четырёхвагонных поездов.

## История переименований
| Станция             | Предыдущее название                  | Годы      |
| ------------------- | ------------------------------------ | --------- |
| Мустакиллик майдони | Площадь имени В. И. Ленина           | 1977—1991 |
| Мирзо Улугбек       | 50 лет СССР                          | 1977—1992 |
| Миллий бог          | Комсомольская                        | 1977—1992 |
| Миллий бог          | Ёшлик (Молодёжная)                   | 1992—2005 |
| Амир Темур хиёбони  | Октябрьской Революции                | 1977—1992 |
| Амир Темур хиёбони  | Центральный сквер (Марказий Хиёбони) | 1992—1993 |
| Буюк Ипак йули      | Максима Горького                     | 1980—1997 |
| Дружба Народов      | Дружбы Народов (Халқлар Дўстлиги)    | 1977—2008 |
| Дружба Народов      | Бунёдкор                             | 2008—2018 |
| Алмазар             | Сабира Рахимова (Собир Рахимов)      | 1977—2010 |
| Новза               | Хамза                                | 1977—2015 |

## Происшествия
- 18 марта 2021 года на линии произошло небольшое столкновение двух составов. Пострадавших не было[12][13].
- 9 апреля 2021 года пассажиры одного из поездов проехались в вагоне с открытыми дверями[14][15], в результате были уволены машинист, электрик-слесарь и старший мастер подвижного состава[16].